# Morris Gleitzman
Morris Gleitzman (* 9. ledna 1953 Sleaford) je australský autor knih pro děti a mládež. Než se začal plně věnovat dráze spisovatele, psal filmové a televizní scénáře. Jeho publikace pro děti a mládež byly přeloženy do více než dvaceti jazyků a vyznamenány mnoha cenami.

## Život
Morris se narodil v anglickém městě Sleaford 9. ledna 1953. V roce 1969 i se svou nejbližší rodinou emigroval do Austrálie, kde žije dodnes. V mládí vystřídal spoustu povolání - například roznášel noviny, doplňoval zboží v obchodech, převlékal se za Santa Clause v obchodních domech, pracoval v cukrovaru a krátce i jako módní asistent. Nakonec však získal titul odborného psaní na univerzitě v Canberry (The Canberra College of Advanced Education) a začal tvořit scénáře.
Morris odstartoval tedy svoji kariéru spisovatele psaním scénářů, například pro australský komediální televizní seriál The Norman Gunston Show. Tři ročníky seriálu se scénářem, který vytvořil, byly nejlépe hodnocené a oceněné. Jako scenárista filmů a seriálu se živil několik dalších let. Známějším se však stal díky svým sloupkům, které devět let psal pro časopisy The Age, Good Weekend a Sydney Morning Herald. Jeho sloupky byly tvořeny zčásti vlastní autobiografií a zčásti byly psány fiktivně. V angličtině se tento způsob psaní nazývá semi-autobiographical.
Nejvíce se však Morris proslavil díky svým knihám pro děti a mládež, za které získal největší uznání a ocenění. Morris napsal svou první dětskou novelu v roce 1985. Kvůli svému humornému a odlehčenému stylu psaní si získal nejen děti a mládež, ale i dospělé a řadí se k australským nejúspěšnějším autorům, a to jak doma, tak v zahraničí. Skoro všechna jeho díla získala ocenění v kategorii knihy pro děti a mládež a zařadila se na nejvyšší příčky v žebříčku dětských nejoblíbenějších knih nejen v Austrálii, ale i jinde po světě.
Jeho knihy byly publikovány přibližně ve dvaceti zemích, včetně například Anglie, USA, Německa, Itálie, Japonska, Španělska, Portugalska, Nizozemska, Švédska, Finska, České republiky, Ruska, Islandu a Číny.
Co se týká jeho osobního života, je o něm známo, že se v roce 1994 oženil s australskou herečkou a spisovatelkou Mary-Anne Fahey, se kterou se však roku 2011 rozvedl a ona si pak vzala jeho přítele a spolupracovníka Paula Jenningse. Morris Gleitzman je otcem dvou dětí, dcery Sophie a syna Bena.

## Literární tvorba
Morris Gleitzman se věnuje psaní knih pro děti a mládež. Ve svých knihách zobrazuje a zkoumá často konfrontující a závažná témata dnešní společnosti, avšak důvtipným, neočekávaným a poněkud odlehčeným způsobem. Sám tvrdí, že takto vnímá on sám život, kde existují smutné věci, hned vedle vtipných a že do tohoto světa jsou zasazeny i jeho hlavní postavy a dle autora je tento směr tím správným způsobem, jak uchopit vážná témata a objasnit je dětem. Mimo např. závažného tématu AIDS, Morris píše o tematice holokaustu, tedy tematice smrti, která je pro společnost jedním z témat tabu. Podobně jako například John Boyne ve své knize Chlapec v pruhovaném pyžamu, i Morris zobrazuje druhou světovou válku očima nevinného a nevědomého dítěte.
Při začátcích své kariéry jako spisovatele bydlel ve dvou městech zároveň, Sydney a Brisbane, v každém bytě měl svoji malou kancelář, kde vznikala jeho díla. Údajně mu to v Sydney šlo lépe a většinu knih dokončoval zde. K psaní jeho děl hledal inspiraci sám v sobě, tedy hlavně ve vlastnostech, kterými neoplýval. Sám autor tvrdí, že důležitým prvkem, na kterém si u knih zakládal, byl charakter hlavní postavy. Přiděloval jí tedy vlastnosti, které by on sám chtěl mít plně rozvinuty jako například statečnost, vtipnost, rozpustilost, moudrost nebo sílu. Snažil se docílit toho, aby se čtenář do postavy vcítil a prožíval s ní celý příběh. Mimo to se snažil o to, aby se respondenti pobavili a poplakali si zároveň, aby se jim příběh vryl do paměti a uchovali si jej v povědomí a hlavně, aby sis jej užili plnými doušky.
Jedna z jeho prvních publikací byla kniha Dva týdny s královnou, za kterou se mu dostalo velkého uznání, jelikož se zde zabývá kontroverzním tématem AIDS, díky čemuž se o tuto nemoc začaly děti a mladiství více zajímat. Kniha se okamžitě stala mezinárodním bestsellerem, a Morris dokonce na jejím základu vytvořil divadelní hru, která se hrála po několik sezón v Austrálii a pak produkována i v Národním divadle v Londýně. Zde hra rovněž sklidila oblibu a rozšířila se i do dalších zemí, například do Kanady, Japonska či USA.
Gleitzman nevytvářel své knihy vždy sám, významným počinem v jeho kariéře byla spolupráce s autorem australského dětského filmu Paulem Jenningsem. Společně vytvořili světoznámou dětskou sérii knih s názvem Wicked!, což v češtině znamená čarovný a sérii zvanou Deadly, (v překladu smrtící). Za další jeho úspěšnou sérii knih můžeme považovat ty z řady Toad (Toad Rage, Toad Heaven, Toad Away, Toad surprise, Toad Delight). Toad v českém překladu znamená ropucha a ropuchy jsou i hlavní postavy v knihách. Autor chtěl vykreslit každodenní problém nás všech, kterým je rozdíl mezi tím, co od nás velký svět potřebuje a co mu v rámci našich malých životů můžeme nabídnout a to vše chtěl autor vykreslit na nelidských hlavních postavách. Nejprve šlo o malý experiment, jak budou čtenáři reagovat na hlavní postavu v podobě žáby, ale z experimentu se vyklubala celá úspěšná řada. Sérii Toad se úspěšně vyrovnala série knih v čele s hlavním hrdinou-polským židovským chlapcem Felixem, kterého si všichni čtenáři zamilují. Prvotním záměrem napsání této série byla snaha vylíčit opravdové dětské a upřímné přátelství. Nakonec jej autor zasadil do toho, pro děti a jejich přátelství nejhoršího období, a to období druhé světové války. Nejznámějším dílem z této série knih, které vycházely v průběhu deseti let, je kniha s názvem After, v českém znění Potom, která vyšla v originále v roce 2012.
Gleitzmana k napsání After inspiroval osud Janusze Korczaka, polského židovského lékaře a autora knih pro děti, který zasvětil svůj život péči o mladé lidi. Po mnoho let pomáhal ve Varšavě vést sirotčinec pro dvě stovky židovských dětí. Když německé úřady počátkem srpna 1942 nařídily transport dětí do vyhlazovacího tábora Treblinka, Korczak se rozhodl, že půjde s nimi, přestože nemusel. V Treblince byli všichni zavražděni v plynových komorách. Napínavá kniha o nezměrné odvaze a naději, inspirovaná skutečným příběhem, se stala světovým bestsellerem.

### Knihy pro děti a mládež
- 1985 The Other Facts of Life
- 1990 Second Childhood
- 1991 Misery Guts
- 1992 Worry Warts
- 1992 Puppy Fat
- 1992 Blabber Mouth
- 1993 Sticky Beak
- 1996 Belly Flop
- 1996 Water Wings
- 1998 Bumface
- 1999 Gift of the Gab
- 2001 Adults Only
- 2001 Toad Heaven
- 2002 Boy Overboard
- 2003 Teachers's Pet
- 2004 Girl Underground
- 2004 Worm Story
- 2007 Doubting Thomas
- 2009 Grace

Série "Toad"
- 1999 Toad Rage
- 2003 Toad Away
- 2003 Toad heaven
- 2004 Toad away
- 2016 Toad Delights
- 2008 Toad Surprise

Série s Felixem
- 2006 Once (česky Kdysi. Praha : Argo, 2016. 164 s. ISBN 978-80-257-1885-8.)
- 2009 Then (česky Potom. Praha : Argo, 2017. 196 s. ISBN 978-80-257-2226-8.)
- 2010 Now
- 2012 After (česky Když. Praha : Argo, 2019. 220 s. ISBN 978-80-257-2742-3.)
- 2015 Soon
- 2017 Maybe

Série "Wicked!"
- 1997 The Slobberers
- 1997 Battering Rams
- 1997 Dead Ringer
- 1997 The Creeper
- 1997 Till Death Us Do Part
- 1998 Wicked!

Série "Deadly!"
- 2000 Nude
- 2000 Brats
- 2000 Stiff
- 2001 Hunt
- 2001 Grope
- 2001 Pluck
- 2002 Deadly!

## Ocenění
- 2009 Children's Book Council of Australia Book of the Year Award: Younger Readers
- 2008 Astrid Lindgren Memorial Award
- 2001 YABBA Award: Older Readers (Australia)
- 1998 Bilby Award (Australia)
- 1998 COOL Award (Australia)
- 1998 KOALA Award (Australia)
- 1998 YABBA Award (Australia)
- 1997 COOL Award (Australia)
- 1994 CROW Award (Australia)
- 1993 Bilby Award (Australia)
- 1993 Children's Book Council of Australia Book of the Year Award: Younger Readers
- 1993 CROW Award (Australia)
- 1992 Children's Book Council of Australia Book of the Year Award: Younger Readers